# Trypocopris vernalis
Trypocopris vernalis — вид гнойовиків родини Geotrupidae, поширений у Європі.

## Опис
Середнього розміру жук, 1,4-2 см у довжину. Тіло темне, металічно блискуче, чорно-синє або яскраво-зелене, часто з мідним відблиском. На антенах булава проста, пластинчаста, матова. 
Основа передньоспинки з бортиком, перерваним поблизу бічних країв. Голені задніх ніг з 2 шпорами на верхівці. Задні стегна самців по краю з зазублинами.

## Спосіб життя
Вид пов'язаний з неморальними лісами. Живиться мертвою органічною речовиною, переважно фекаліями травоїдних ссавців. У мішаних лісах Польщі імаго трапляються з травня до жовтня, з піком чисельності в липні. Переважно мешкають на вирубках та в молодому лісі, хоча певне збільшення частоти виявлено в лісах старших за 80 років.

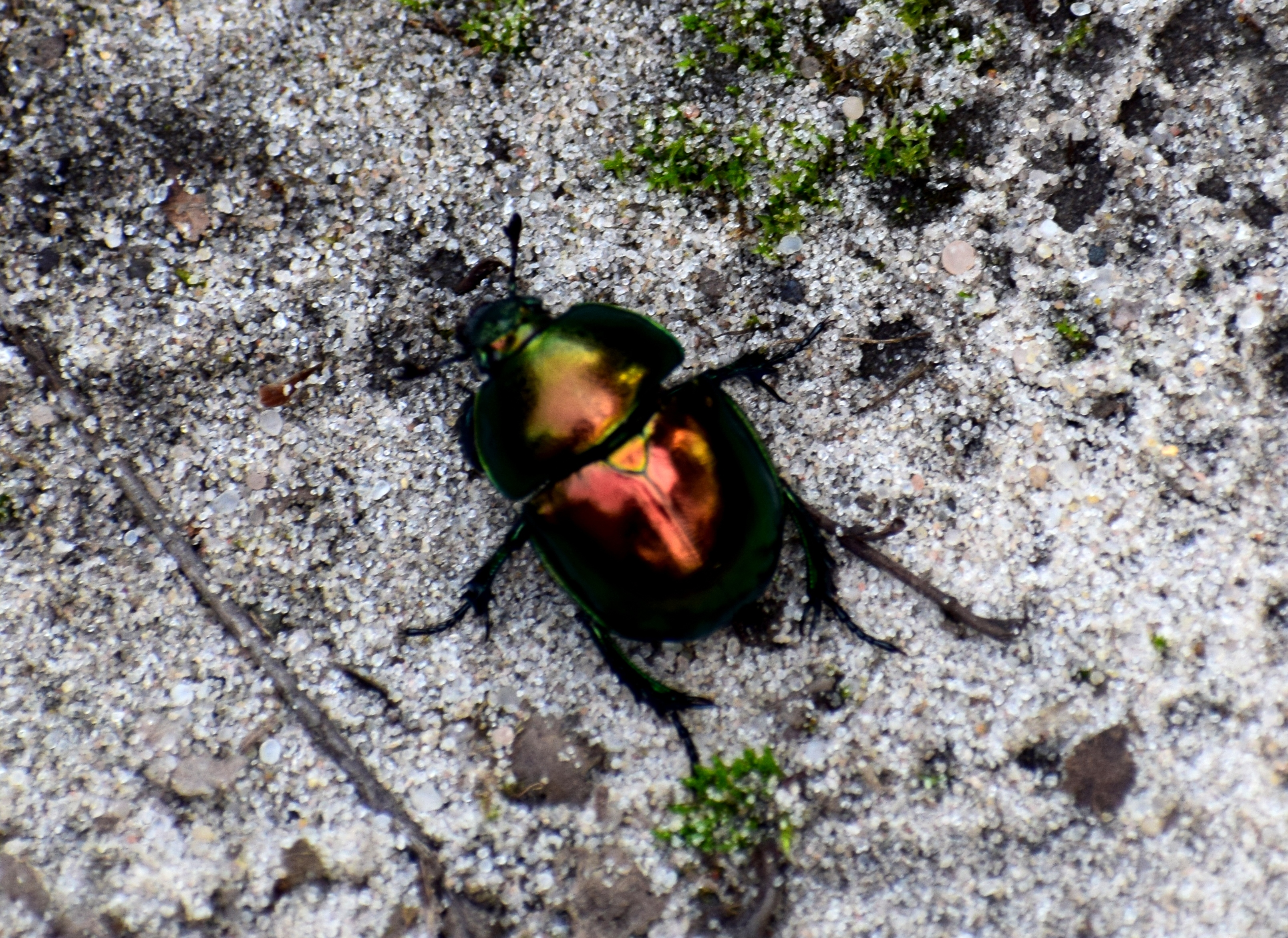
Trypocopris vernalis на піщаних ґрунтах (Катюжанський заказник, Україна)

У запасеному жуками гної разом з їхніми личинками мешкають симбіотичні нематоди з родини Diplogasteridae (Diplogaster, Rhabdilisта інші).

## Ареал
Trypocopris vernalis поширений у Західній та Східній Європі, на схід до Удмуртії, окремі знахідки відомі з Башкортостану. Відсутній на півдні Піренейського та Апеннінського півостровів, на півночі Скандинавського півострова та Фінляндії. Окремі згадки відомі з Малої Азії. В Україні вид поширений переважно на заході й півночі: у Винницькій, Волинській, Житомирській., Івано-Франківській, Київській, Львівській, Одеській, Тернопільській, Харківській, Черкаській, Чернігівській областях.
У голоценових шарах середнього Передуралля (Пермський край) виявлено надкрило цього виду. Більшість залишків ссавців у ньому мають вік 3000-2500 років тому, проте дослідники припускають його пізніше занесення в ґрунт 300 років тому. Ця знахідка свідчить про ширший ареал цього виду в нещодавньому минулому.

## Охорона
Внесений у регіональні Червоні книги Чувашії, Воронезької, Московської та Смоленської області РФ.